# Oberon (opéra)
Obéron
Pour les articles homonymes, voir Obéron.
Personnages
- Obéron, roi des Elfes (ténor)
- Puck, lutin (mezzo-soprano)
- Titania, reine des fées (soprano)
- Reiza, fille d'Haroun al Rachid (soprano)
- Fatima, servante de Reiza (mezzo-soprano)
- Huon de Bordeaux, duc de Guienne (ténor)
- Sherasmin, écuyer de Huon (baryton)
- Almanzor, émir de Tunis (basse)
- Roshana, femme d'Almanzor (contralto)
- Hassan (basse)

Oberon, or The Elf King's Oath est un opéra romantique en trois actes de Carl Maria von Weber, créé le 12 avril 1826 au Covent Garden de Londres. Le livret en anglais de James Robinson Planché est  inspiré du poème éponyme allemand de Christoph Martin Wieland, lui-même fondé sur l'épopée médiévale Huon de Bordeaux.

## Historique
À l'été 1824, Weber fait la connaissance à Marienbad du directeur de Covent Garden, Charles Kemble, qui le convainc de composer un opéra en anglais, soit sur le mythe de Faust, soit sur Le Songe d'une nuit d'été de Shakespeare. C'est ce deuxième sujet que choisit Weber auquel il incorpore des éléments de La Tempête. L'opéra est créé sous sa direction le 12 avril 1826 à Covent Garden, mais le compositeur n'est pas satisfait du livret, défiguré selon lui par les dialogues parlés que le compositeur a décidé d'abandonner depuis son ouvrage précédent Euryanthe (1823). Affaibli par la tuberculose, il entreprend immédiatement la révision de la partition et l'adaptation du livret en allemand en revenant aux sources du poème de Christoph Martin Wieland, mais meurt brusquement le 5 juin 1826. La version allemande d'Obéron sera créée de façon posthume à Leipzig le 23 décembre 1826.
Plusieurs compositeurs ont tenté par la suite des adaptations ou reconstructions, parmi lesquels Franz Wüllner, Gustav Mahler, Anthony Burgess et Franz Liszt.
En France, l'ouvrage a été représenté pour la première fois le 25 mai 1830 salle Favart par une troupe allemande, puis le 27 février 1857 au Théâtre-Lyrique, dans une adaptation de Charles Nuitter, Beaumont et Chazot et sous la direction d'Adolphe Deloffre.

## Analyse

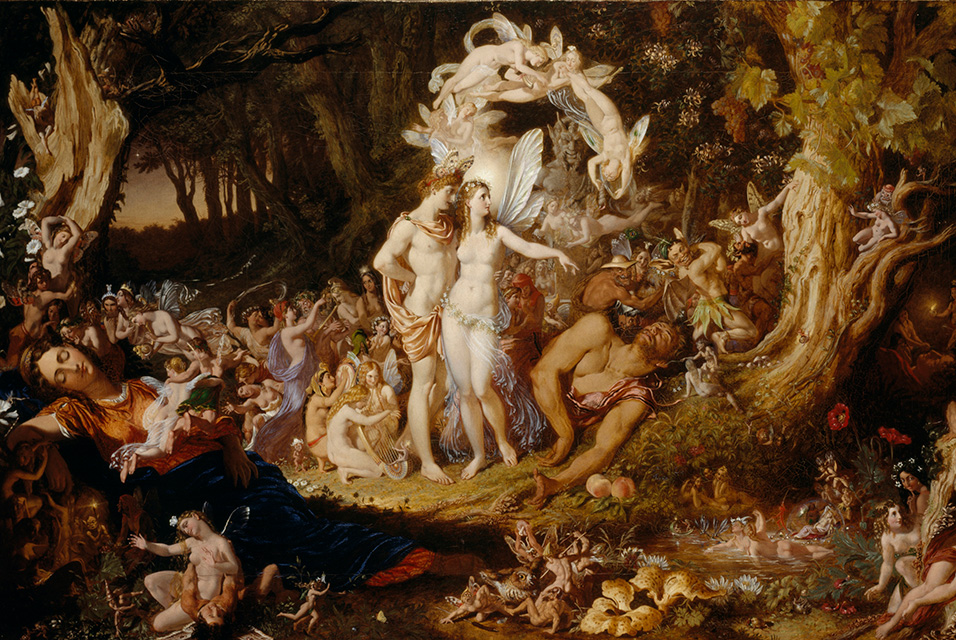
La Réconciliation d'Obéron et Titania par Joseph Noel Paton (1847)

## Rôles et créateurs

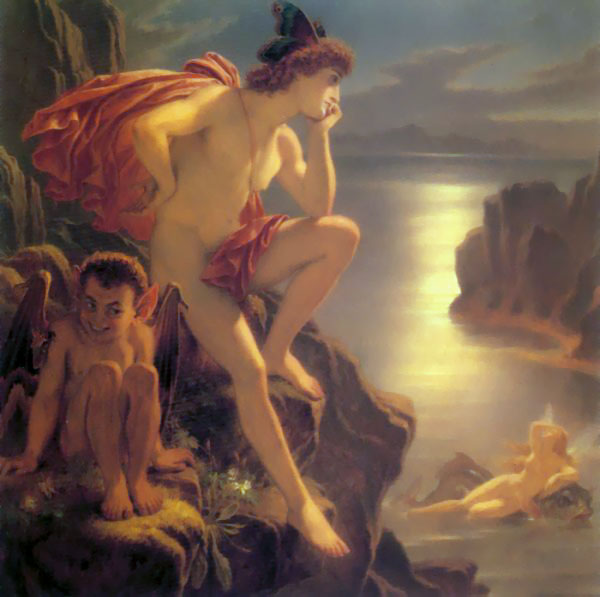
Obéron et les Sirènes par Joseph Noel Paton (1888)

| Rôles                                              | Tessiture          | Création, Covent Garden (1826) | Création en français, Théâtre-Lyrique (1857) |
| -------------------------------------------------- | ------------------ | ------------------------------ | -------------------------------------------- |
| Obéron, roi des Elfes                              | ténor              | Charles Bland                  | Froment                                      |
| Puck, lutin (rôle travesti)                        | mezzo-soprano      | Harriet Cawse                  | Borghèse                                     |
| Titania, reine des fées                            | soprano            | Smith                          |                                              |
| Reiza, fille d'Haroun al Rachid                    | soprano            | Mary Ann Paton                 | Rossi-Caccia                                 |
| Fatima, servante de Reiza                          | mezzo-soprano      | Madame Vestris                 | Girard                                       |
| Huon de Bordeaux, duc de Guyenne                   | ténor              | John Braham                    | Michot                                       |
| Sherasmin, écuyer de Huon                          | baryton            | John Fawcett                   | Grillon                                      |
| Almanzor, émir de Tunis                            | basse              | Cooper                         |                                              |
| Roshana, femme d'Almanzor                          | contralto          | Lacy                           |                                              |
| Hassan                                             | basse              | J. Isaacs                      |                                              |
| Deux sirènes                                       | mezzo-sopranos     | Mary Ann Goward et ?           |                                              |
| Namouna, grand-mère de Fatima                      | rôle parlé         | Davenport                      |                                              |
| Haroun al Rachid, calife de Bagdad                 | rôle parlé         | Chapman                        | Bellecour                                    |
| Babekan, prince sarrazin                           | rôle parlé         | Baker                          |                                              |
| Abdallah, corsaire                                 | rôle parlé         | Horrebow                       |                                              |
| Charlemagne                                        | rôle parlé         | Austin                         |                                              |
| Hamet                                              | rôle parlé         | Evans                          |                                              |
| Amrou                                              | rôle parlé         | Atkins                         |                                              |
| Fées, sirènes, dames, chevaliers, esclaves (chœur) |                    |                                |                                              |
| Direction musicale                                 | Direction musicale | Carl Maria von Weber           | Adolphe Deloffre                             |

## Discographie
- Birgit Nilsson (Reiza), Placido Domingo (Huon de Bordeaux), Orchestre de la Radio bavaroise, Rafael Kubelík (dir.)  – Deutsche Grammophon, 1970
- Oberon - avec Martinpelto, Jonas Kaufmann, Davislim, Orchestre révolutionnaire et romantique sous la direction de John Eliot Gardiner - Philips, 2005[3] (réédition Decca, 2010)